# België op het Eurovisiesongfestival 1981
Eurosong 1981 was de Belgische preselectie voor het Eurovisiesongfestival 1981, dat gehouden zou worden in de Ierse hoofdstad Dublin.
BRT koos voor een nooit geziene (en nooit herhaalde) formule met drie voorronden met telkens twaalf kandidaten, één compilatieprogramma en een finale. Luc Appermont mocht die voorronden vanuit het Amerikaans Theater presenteren op 14, 21 en 28 februari. De finale vond plaats op 7 maart. De 36 deelnemers werden door een professionele jury uitgezocht uit 134 inzendingen. Het publiek mocht tien finalisten aanduiden via speciale lottoformulieren. Iedere Belg kon zich dergelijk formulier aanschaffen in de lottoverdeelpunten om daarop zijn tien favorieten aan te duiden. De tien nummers met de meeste stemmen stootten door naar de finale. De opbrengst van de actie ging naar het goede doel. De uiteindelijke winnaar werd opnieuw door een professionele jury aangeduid. Dat gebeurde na een gastoptreden van Nazaré Pereira. Emly Starr won. Zij haalde het volgens niet bevestigde geruchten van Liliane Saint-Pierre en nipt gewonnen van Fancy Free met aan de piano Erik Verboven.
In Dublin zou de Belgische inzending volgens de bookmakers goed geweest zijn voor een top 5-notering. Emly Starr strandde echter op een dertiende plaats met 40 punten.

## Uitslag
| Plaats | Artiest              | Lied                        |
| ------ | -------------------- | --------------------------- |
| 1      | Emly Starr           | Samson                      |
| 2      | Fancy Free           | De wereld is een showtoneel |
| 2      | De Opera             | De opera                    |
| 2      | Gene Summer          | Zing het maar               |
| 2      | Stella               | Veel te veel                |
| 2      | Ann Michel           | Ik ben gelukkig             |
| 2      | Johan Stollz         | Hello hello                 |
| 2      | Lester & Denwood     | Bonnie                      |
| 2      | Venus                | Talisman                    |
| 2      | Liliane Saint-Pierre | Brussel                     |

## In Dublin
In Dublin moest België aantreden als 16de na Portugal en Griekenland.
Na de puntentelling bleek dat Emely op een 13de plaats was geëindigd met een totaal van 40 punten.
Nederland had geen punten over voor de inzending.

### Gekregen punten

#### Finale
| 12 punten | 10 punten | 8 punten              | 7 punten                | 6 punten              |
| --------- | --------- | --------------------- | ----------------------- | --------------------- |
|           |           | - Joegoslavië         | - Griekenland - Turkije | - Denemarken          |
| 5 punten  | 4 punten  | 3 punten              | 2 punten                | 1 punt                |
| - Cyprus  |           | - Verenigd Koninkrijk | - Finland               | - Israël - Oostenrijk |

### Punten gegeven door België

#### Finale
Punten gegeven in de finale:
| 12 punten | Denemarken          |
| 10 punten | Duitsland           |
| 8 punten  | Verenigd Koninkrijk |
| 7 punten  | Cyprus              |
| 6 punten  | Griekenland         |
| 5 punten  | Joegoslavië         |
| 4 punten  | Zweden              |
| 3 punten  | Frankrijk           |
| 2 punten  | Nederland           |
| 1 punt    | Ierland             |

1956 · 1957 · 1958 · 1959 · 1960 · 1961 · 1962 · 1963 · 1964 · 1965 · 1966 · 1967 · 1968 · 1969 · 1970 · 1971 · 1972 · 1973 · 1974· 1975 · 1976 · 1977 · 1978 · 1979 · 1980 · 1981 · 1982 · 1983 · 1984 · 1985 · 1986 · 1987 · 1988 · 1989 · 1990 · 1991 · 1992 · 1993 · 1994 · 1995 · 1996 · 1997 · 1998 · 1999 · 2000 · 2001 · 2002 · 2003 · 2004 · 2005 · 2006 · 2007 · 2008 · 2009 · 2010 · 2011 · 2012 · 2013 · 2014 · 2015 · 2016 · 2017 · 2018 · 2019 · 2020 · 2021 · 2022 · 2023 · 2024 · 2025